# アルホルチン空港
アルホルチン空港（アルホルチンくうこう、中国語: 阿鲁科尔沁机场、英語: Ar Horqin Airport、(IATA: AEQ)）は、中国内モンゴル自治区赤峰市のアルホルチン旗にサービスを提供するため人建設された一般航空用空港。アルホルチン旗の行政中心地である天山鎮の8キロメートル (5.0 mi)北東、シェンロン (Shenglong) とシュアンシャン (Shuangshan) という2つの集落lの間に位置している。
この空港の計画は、2015年に承認され、建設は2016年4月に着工された。試験飛行は、2018年5月30日に成功した。この空港は、A1級に位置づけられており、セスナ 208BやハルビンY-12など座席数30席までの飛行機が就航できる。